# Stanisław Bartosik
Stanisław Bartosik pseud. Długi Janek, Zygmunt, Stefan (ur. 18 kwietnia 1911 w Lesznie, zm. 17 września 1969 w Łodzi) – działacz komunistyczny, oficer aparatu bezpieczeństwa PRL.

## Życiorys
Skończył 4 klasy szkoły podstawowej. W 1927, gdy był robotnikiem w fabryce obcasów drewnianych, wstąpił do Związku Młodzieży Komunistycznej (ZMK/KZMP i do Związku Zawodowego Robotników Przemysłu Drzewnego. Na przełomie 1929/1930 podjął działalność w KPP w Błoniu, w okręgu Warszawa-Podmiejska, drukując i kolportując odezwy komunistyczne. Od 1930 członek Komitetu Dzielnicowego (KD) KPP w Błoniu i działacz KZMP. Został sekretarzem KD KZMP w Błoniu, a wiosną 1932 członkiem Komitetu Okręgowego (KO) KZMP Warszawa-Podmiejska; działał w Błoniu, Łowiczu i Sochaczewie. Od czerwca 1932 do stycznia 1933 na polecenie okręgowych władz KPP uczył się w Wojskowej Szkole Politycznej KPP w Moskwie. Od marca 1933 pracował w Wydziale Wojskowym KC KPP, a po wcieleniu go w tym samym roku do wojska został w 30 pułku piechoty sekretarzem Komitetu Pułkowego KPP. Latem 1933 wybrany na sekretarza komitetu garnizonowego KPP w Dowództwie Okręgu Korpusu (DOK) nr 1 w Warszawie. 1935-1938 więziony za działalność komunistyczną. Później działał w Centralnym Związku Robotników Przemysłu Budowlanego, Drzewnego, Ceramicznego i Pokrewnych Zawodów w Polsce. 1941-1945 na robotach przymusowych w Niemczech, po powrocie do kraju wstąpił do PPR, od czerwca 1945 sekretarz powiatowy PPR w Grodzisku Mazowieckim. Brał udział w I Zjeździe PPR w grudniu 1945 i w Zjeździe Zjednoczeniowym PPR i PPS (1 zjeździe PZPR) w grudniu 1948. Od marca 1946 był instruktorem Wydziału Organizacyjnego Warszawskiego Komitetu Wojewódzkiego (WKW) PPR. W październiku 1946 na polecenie partii został funkcjonariuszem aparatu bezpieczeństwa i został naczelnikiem Wydziału V Wojewódzkiego Urzędu Bezpieczeństwa Publicznego w Warszawie (do października 1950). Później pracował w Wojewódzkiej Komisji Kontroli Partyjnej (WKKP) w Warszawie i Kielcach, a 1953-1955 był słuchaczem Dwuletniej Szkoły Partyjnej przy KC PZPR. 1955 został przewodniczącym WKKP w Łodzi. Członek egzekutywy Komitetu Wojewódzkiego (KW) PZPR w Łodzi. W listopadzie 1968 został członkiem Centralnej Komisji Kontroli Partyjnej (CKKP). 
Był odznaczony m.in. Orderem Sztandaru Pracy I klasy i Krzyżem Komandorskim Orderu Odrodzenia Polski. Pochowany na cmentarzu Doły w Łodzi.